# Hot Blood
A Hot Blood egy német stúdiózenekar volt, amely kizárólag lemezeket készített, élő fellépései nem voltak. Az együttes legismertebb slágere a Soul Dracula.

## Közreműködők
- Stefan Klinkhammer
- Penny Duke
- May Ambruster
- Keith Forsey
- Gary Unwin
- Pepe Solera
- Nick Woodland
- Max Gregor Jr.
- Franco Mladen
- Rudy Risavy
- The Munich Philharmonic

## Karriertörténet
A Hot Blood ötlete Stefan Klinkhammer nevéhez fűződik, aki később a Boney M. nagylemezeinek állandó közreműködője lett. Stúdiózenész partnerei közül Gary Unwin és Keith Forsey ugyancsak dolgozott a Boney M.-mel. Unwin olyan eurodisco-sztárok lemezein is közreműködött, mint Dee D. Jackson, az Á La Carte, Amanda Lear és a Goombay Dance Band. Keith Forsey szintén dolgozott Jacksonnal és Learrel, valamint a La Biondával és Donna Summerrel. A Hot Blood első kislemeze a diszkózene felfutásának évében, 1975-ben jelent meg Soul Dracula címmel, és nemcsak a diszkókban lett népszerű, hanem számos országban a slágerlistákra is felkerült. A következő évben a dal az Amerikai Egyesült Államokba és Japánba is eljutott. A távoli szigetországban adták ki a formáció Le Chat című kislemezét, ami főleg azért ritkaság, mert nem szerepel a Hot Blood első és egyetlen albumán, amely Disco Dracula címmel jelent meg 1977-ben. A 7 felvételt tartalmazó lemezt egyes országokban (például Franciaországban és Olaszországban) Dracula and C° címmel dobták piacra. Az album borítóján látható csinos hölgy, kinek egy vámpír éppen a nyakát szívja, Lisa Taylor modell, aki később Helmut Newtonnal és Calvin Kleinnel is dolgozott, sőt a filmvásznon is megjelent a Faye Dunaway főszereplésével készült Laura Mars szeme (1978) című bűnügyi filmben. Noha a Hot Blood albuma nem volt sikertelen, a formáció mégsem adott ki újabb lemezt, a projektben részt vevő stúdiómuzsikusok más munkákra koncentráltak. A Soul Draculát 1976-ban a Praenestum, 1988-ban pedig a The Thieves Orchestra dolgozta fel.

## Diszkográfia

### Kislemezek
- 1975 Soul Dracula / Dracula’s Theme
- 1975 Soul Dracula / Sans Dracula (Instrumental)
- 1976 Le Chat / Le Chat (Instrumental)
- 1977 Baby Frankie Stein / Terror on the Dancefloor
- 1977 Terror on the Dancefloor / Soul Dracula

### Album
- 1977 Disco Dracula (Dracula and C° címmel is kiadták)

## Külső hivatkozások

### Weboldalak
- Az albumról és az együttesről angol nyelven
- Videó: Soul Dracula
- Videó: Soul Dracula (másik tévéfelvétel)
- Videó: Soul Dracula (rajongói klip)